# Staurochilus loherianus
Staurochilus loherianus là một loài thực vật có hoa trong họ Lan. Loài này được (Kraenzl.) Karas. miêu tả khoa học đầu tiên năm 1992.